# The Do-Over
The Do-Over (Zerando a Vida, no Brasil) é um filme de comédia estadunidense de 2016, dirigido por Steven Brill e escrito por Kevin Barnett e Chris Pappas. É estrelado por Adam Sandler, Paula Patton e David Spade.
Zerando a Vida é o segundo de quatro filmes da parceria de Sandler e sua produtora, a Happy Madison, com o serviço de streaming Netflix, sendo antecedido por The Ridiculous 6, um dos títulos mais vistos da história da plataforma. O longa acompanhará dois amigos forjando a própria morte e tentando recomeçar suas vidas com novas identidades. Steven Brill (A Herança de Mr. Deeds) assume a direção.
Paula Patton (Missão: Impossível - Protocolo Fantasma), David Spade (Rules of Engagement), Nick Swardson (Cada Um Tem a Gêmea que Merece) e Luis Guzmán (Narcos) também integram o elenco.

## Sinopse
Dois amigos de Infância Max (Adam Sandler) e Charlie (David Spade), que estudaram juntos e se encontraram em um reencontro dos amigos de escola. Então eles conversam sobre como as coisas mudaram desde o tempo de escola. Charlie é um gerente de um banco (dentro de um supermercado onde trabalhou na infância) e é casado com a menina que ele amava na época do colégio, mas ela tem dois filhos de outro casamento que simplesmente odeiam e provocam o novo padrasto. Além de ser totalmente manipulado e ignorado pela esposa, Charlie ainda desconfia que ela o traia com o ex-marido. Já Max conta que se tornou um agente do FBI, algo que nunca ninguém teria imaginado e relata ter uma vida muito interessante, diferente de Charlie.
Eles resolvem sair para um passeio no barco novo de Max, até que então Max decide forjar a morte dos dois, para assim começarem uma nova vida. Porém, esse é simplesmente o início de uma trama com muita comédia, um toque de “investigação” e muito besteirol.
O filme possui classificação indicativa +18.

## Elenco
- Adam Sandler como Max Kessler
- Paula Patton como Heather Fishman
- David Spade como Charlie McMillan
- Nick Swardson como Bob
- Luis Guzmán como Jorge
- Logan Fox como Shooter Girl
- Jared Sandler como DJ
- Renée Taylor como Mrs. Kessler
- Torsten Voges como The Gymnast
- Marisol Corrae como Hispanic Club Goer
- Scott Christopher Kelly como Runion Dancer
- Timothy Douglas Perez como Grunge the Tattoo Artist
- Sheila Cochran como Hospital Screamer

## Recepção
No Rotten Tomatoes, o filme tem uma classificação "podre" de 5%, com base em 19 avaliações, com uma avaliação média de 3/10. No Metacritic, o filme tem 22 dos 100 pontos possíveis, com base em 11 críticos, indicando "análises geralmente desfavoráveis".